# Патапутян, Ардем

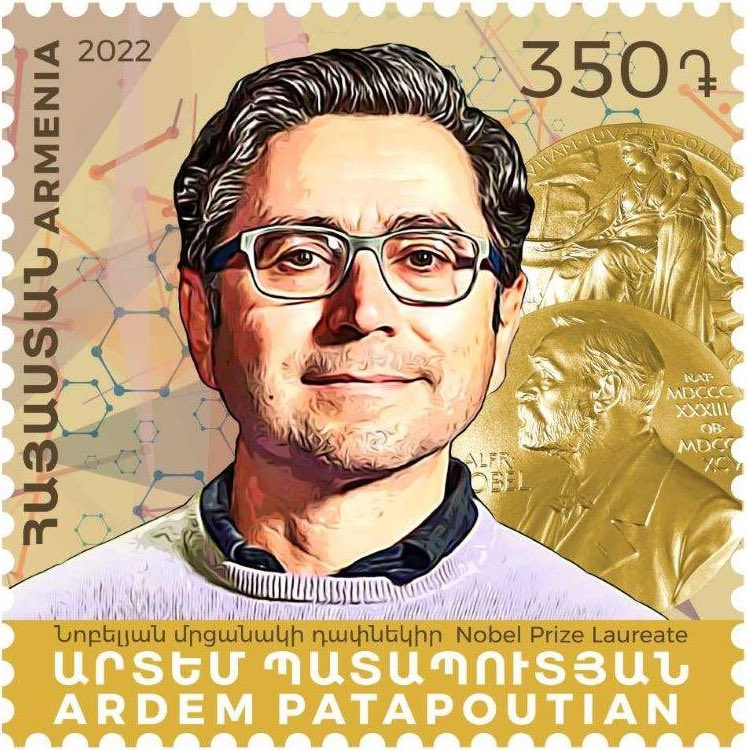
Ардем Патапутян на почтовой марке Армении, 2022

Ардем Патапутян (англ. Ardem Patapoutian, арм. Արտեմ Պատապուտյան; род. 1967, Бейрут, Ливан) — американский молекулярный биолог и нейробиолог. Работает в Медицинском институте Говарда Хьюза (HHMI). Лауреат Нобелевской премии по физиологии и медицине (2021). Член Американского философского общества (2023).

## Биография
Ардем Патапутян родился 2 октября 1967 года в Бейруте, в армянской семье. Обучался в Американском университете Бейрута в течение года, прежде чем эмигрировать в США в 1986 году. Окончил Калифорнийский университет в Лос-Анджелесе, в 1990 году получил степень бакалавра в области цитологии и биологии развития, а в 1996 году — степень доктора философии в Калифорнийском технологическом институте. Будучи аспирантом, Патапутян работал с Луи Райхардтом в Калифорнийском университете в Сан-Франциско. В 2000 году он стал доцентом в Научно-исследовательском институте Скриппса. В период с 2000 по 2014 год он дополнительно работал в Исследовательском фонде Novartis. С 2014 года Патапутян работает исследователем в Медицинском институте Говарда Хьюза (HHMI).
Патапутян изучает передачу сигнала. Он внес значительный вклад в идентификацию новых ионных каналов и рецепторов, которые активируются температурой, механической энергией или увеличением объёма клетки. Патапутян и его коллеги смогли показать, что эти ионные каналы играют выдающуюся роль в ощущении температуры, в ощущении прикосновения, в проприоцепции, в ощущении боли и в регуляции сосудистого тонуса. В более поздних работах используются методы функциональной геномики для идентификации и характеристики механочувствительных ионных каналов (механотрансдукция).

## Награды и премии
- Орден Святого Месропа Маштоца (15 июня 2022 года, Армения) — за выдающиеся достижения в области биологии и значительный вклад в развитие медицинской науки[5].
- Согласно Google Scholar, у Патапутяна индекс Хирша 68[6], согласно Scopus — 63[7] (по состоянию на май 2020 года). Он является членом Американской ассоциации содействия развитию науки с 2016 года, членом Национальной академии наук[8] с 2017 года и Американской академии искусств и наук с 2020 года[9]. В 2017 году Патапутян получил премию У. Олдена Спенсера[англ.][10], в 2019 году — премию Розенстила[11], в 2020 году — премию Кавли в области нейробиологии[12] и премию BBVA Foundation Frontiers of Knowledge Award в области биомедицины[13].
- В 2021 году Патапутян стал лауреатом Нобелевской премии по физиологии или медицине вместе с Дэвидом Джулиусом.